# Französische Badmintonmeisterschaft 1982
Die Französische Badmintonmeisterschaft 1982 fand in Wattrelos statt. Es war die 33. Austragung der nationalen Titelkämpfe im Badminton in Frankreich.

## Titelträger
| Disziplin    | Sieger                                   |
| ------------ | ---------------------------------------- |
| Herreneinzel | Benoît Pitte                             |
| Dameneinzel  | Anne Méniane                             |
| Herrendoppel | Patrice Lehouerou Yves Corbel            |
| Damendoppel  | Anne Méniane Catherine Lechalupé         |
| Mixed        | Jean-Claude Bertrand Catherine Lechalupé |